# Булезюк Олександр Васильович
Олександр Васильович Булезюк (нар. 8 лютого 1992, Чернівці, Україна) — український футболіст, півзахисник аматорського футбольного клубу «Волока».

## Клубна кар'єра
Вихованець футбольної школи «Буковина» (Чернівці).
Впродовж 2007—2009 років виступав в ДЮФЛ за чернівецьку «Буковину», а впродовж 2009—2014 років виступав у чемпіонаті області за аматорські команди ФК «Чагор-Молодія» (Глибоцький район), «Буковину-2» (Чернівці).
Розпочав професійну футбольну кар'єру 2014 році у рідній чернівецькій «Буковині». З 2015 року виступає за аматорський футбольний клуб «Волока» (Волока).

## Досягнення

### Аматорський рівень
- Чемпіон Чернівецької області (2): 2015, 2016.
- Володар Кубка Чернівецької області (2): 2016, 2017.
- Володар Суперкубка Чернівецької області (1): 2015.